# Rivalité d'amour
Rivalité d'amour va ser un curtmetratge mut francès de 1908 dirigida per Georges Méliès.

## Trama
Una ballarina espanyola, davant d'una fonda a les muntanyes espanyoles, és cortejada per un contrabandista, que li demana que es casa amb ell. Ella està d'acord. Més tard, a l'habitació de la ballarina, entra un altre home que li declara el seu amor. El contrabandista, entrant desapercebut, sent la declaració d'amor, i esclata una violenta discussió entre els dos rivals per l'afecte de la ballarina. Els pretendents viatgen a un lloc remot de les muntanyes i lluiten fins a la mort; el contrabandista guanya la baralla quan l'altre pretendent cau per un precipici. Tornant a l'habitació de la ballarina, el contrabandista ve a trobar-se amb la seva estimada, però la ballarina el rebutja quan descobreix que va matar el seu rival. El contrabandista s'apunyala desesperat. La ballarina, corrent cap al seu cadàver, li toca les mans i es veu rebutjada per trobar-les cobertes de sang.

## Estrena
La pel·lícula va ser estrenada per la Star Film Company de Méliès i està numerada 1191–1198 als seus catàlegs, on es va anunciar com una grande scène dramatique catalane. A synopsis in The Motion Picture World described the film as "a thrilling episode in the style of Bizet's Carmen."
Rivalité d'amour actualment es presumeix perduda.